# Limehouse Blues (canción)

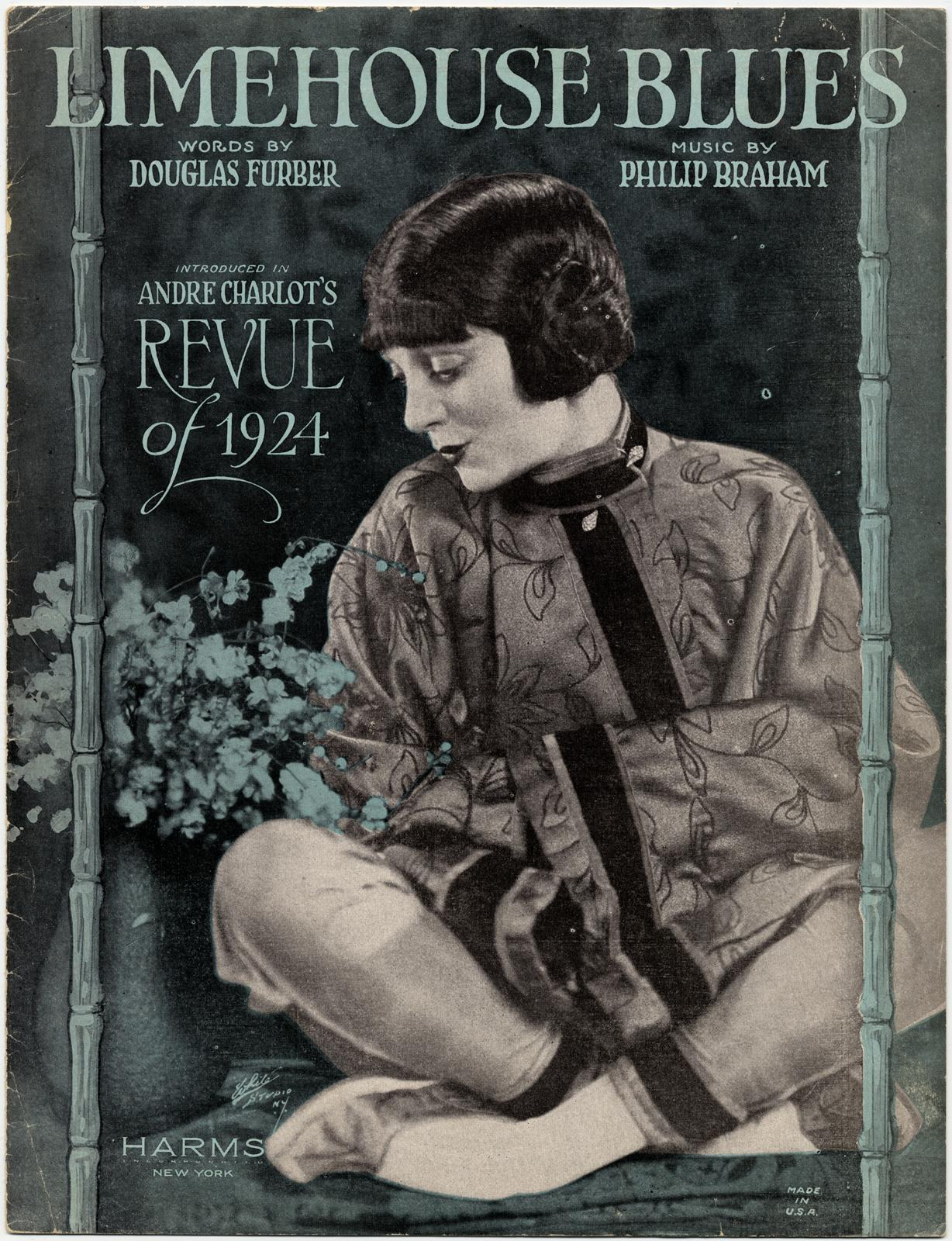
Una portada de partitura de los años 20

"Limehouse Blues" es una popular canción británica escrita por el dúo londinense de Douglas Furber (letra) y Philip Braham (música).
Evocando el distrito de Limehouse, que antes de la Segunda Guerra Mundial se consideraba el Barrio Chino de Londres - con referencias chinas que se escuchan tanto en la letra como en la melodía - la canción se estrenó en la revista del West End de 1921 de la A a la Z siendo cantada por Teddie Gerard en un número melodramático sin palabras que presentaba a Gerard como anfitriona en un salón de baile de Limehouse frente a un burdel. Una interpretación al piano fue grabada para Ampico piano rolls por Ferde Grofé en junio de 1922. Gertrude Lawrence, contratada para reemplazar a una enferma Beatrice Lillie en la A a la Z, fue reasignada al número de "Limehouse Blues" que Lawrence encantó cuando hizo su debut en Broadway en 1924 en la Revue de André Charlot. La interpretación de Lawrence en Broadway del número de "Limehouse Blues" demostró ser un "showtopper", convirtiéndola en una estrella de Broadway: (cita de Lawrence:) "'Limehouse Blues' se hizo inmediatamente popular. Lo escuchamos en todos los clubes nocturnos de Nueva York. En Inglaterra nunca enchufamos canciones como lo hacen en Estados Unidos, y me sorprendió y halagó mucho encontrar a todo el mundo cantando y tocando 'Limehouse....' dondequiera que fuera". El biopic Star! de Gertrude Lawrence de 1968 presentó a la estrella de la película Julie Andrews - con un maquillaje oriental apagado - recreando el papel de Lawrence en el número de "Limehouse Blues" de la Revue de André Charlot, incluyendo la interpretación vocal de la canción (omitiendo las referencias del original a "chinkies").
Grabado por Gertrude Lawrence en 1931, "Limehouse Blues" había sido grabado anteriormente (1928) por el cornetista Red Nichols con la voz de Scrappy Lambert y sería grabado en 1934 por los hermanos Mills: estas grabaciones de época conservaban la referencia "chinkies" del original que se ha omitido en las versiones vocales de hoy en día, incluidas las de Tony Bennett, Rosemary Clooney, Ella Fitzgerald, Lee Wiley, Eydie Gormé, Tammy Grimes, Johnny Mathis, Carmen McCrae, Anita O'Day, Annie Ross, Nancy Sinatra y Kay Starr. Mark Nadler grabó "Limehouse Blues" en tándem con "Limehouse Nights" - una oscura canción de la película de 1934 Limehouse Blues - para el lanzamiento de su álbum de 2015 Runnin' Wild-Songs and Scandals of the Roaring 20's 2015. "Limehouse Blues" ha sido grabada más a menudo como un instrumental como tal convirtiéndose en un estándar del jazz, siendo ejemplos notables las grabaciones de Louis Armstrong, Chet Atkins con Les Paul, Count Basie, Sidney Bechet, el Cuarteto Dave Brubeck con Gerry Mulligan, Duke Ellington, Benny Goodman, Stan Kenton en "Adventures In Jazz", el Trío Ellis Marsalis, Hugo Montenegro, Django Reinhardt, el Trío Adrian Rollini, el Trío Vince Guaraldi en "The Navy Swings", los "Village Stompers" y el Trío Teddy Wilson. La canción también se ha convertido en un popular número instrumental de bluegrass, sobre todo de Reno y Smiley.
"Limehouse Blues" es interpretado por Borrah Minevitch y sus granujas de la armónica en la película de 1936 "One in a Million", como la segunda parte de un popurrí que comienza con la canción "One in a Million"; las dos canciones tienen melodías similares y ritmos casi idénticos.
La canción fue interpretada por Hoagy Carmichael en la película de 1944 To Have and Have Not.
"Limehouse Blues" dio título a un segmento de la película de 1946 Ziegfeld Follies, en la que aparecen Fred Astaire y Lucille Bremer, ambos con apariencia oriental: la historia de un coolie (Astaire) que intenta conseguir un fan para presentarlo a una mujer glamorosa (Bremer) que le ha cogido el gusto, enmarca una secuencia de baile de fantasía entre Astaire y Bremer anotada con la melodía de "Limehouse Blues". Según se informa, la ambición del propio Astaire era interpretar un número de baile de "Limehouse Blues" desde que escuchó la canción por primera vez en los años 20. Mientras Vincente Minnelli dirigía el segmento de "Limehouse Blues" de Ziegfeld Follies, su hija, la cantante-actriz Liza Minnelli, interpretaba la canción en su espectáculo de Broadway de 1999-2000 Minnelli on Minnelli: Live at the Palace con la pista que aparece en el álbum de la banda sonora.
En la película de 1950 Young Man with a Horn - inspirada en la vida de Bix Beiderbecke - "Limehouse Blues" es interpretada por Harry James cuya versión fue incluida en la banda sonora del mismo nombre). Interpretada por Jackie Gleason y su orquesta, "Limehouse Blues" ocupa un lugar destacado en la película Alice de 1990, cuyas escenas clave están ambientadas en el barrio chino del Bajo Manhattan; también se escucha en la película una interpretación de "Limehouse Blues" de Bert Ambrose. En la película de 1999 Sweet and Lowdown -que al igual que Alice fue escrita y dirigida por Woody Allen- se estrena una versión de "Limehouse Blues" interpretada por Howard Alden y el Dick Hyman Group: el número se titula "Limehouse Blues/ Mystery Pacific" como la imitación de tren que abre la composición de Django Reinhardt "Mystery Pacific" es interpretada por Alden como preludio a "Limehouse Blues".